# Motey-sur-Saône
Motey-sur-Saône is een plaats en voormalige gemeente in het Franse departement Haute-Saône in de regio Bourgogne-Franche-Comté De plaats maakt deel uit van het arrondissement Vesoul.

## Geschiedenis
Op 1 januari 2019 fuseerde Motey-sur-Saône met Seveux tot de commune nouvelle Seveux-Motey.

## Geografie
De oppervlakte van Motey-sur-Saône bedraagt 3,2 km², de bevolkingsdichtheid is dus 7,8 inwoners per km².
De onderstaande kaart toont de ligging van Motey-sur-Saône met de belangrijkste infrastructuur en aangrenzende gemeenten.

## Demografie
Onderstaande figuur toont het verloop van het inwonertal (bron: INSEE-tellingen).